# Spreewaldkrimi: Feuerengel
Feuerengel ist ein deutscher Fernsehfilm von Roland Suso Richter aus dem Jahr 2012. Er ist der fünfte Film aus der Kriminalfilmreihe Spreewaldkrimi und wurde am 17. November 2013 auf ZDFneo erstmals ausgestrahlt und am darauffolgenden Montag im ZDF als „Fernsehfilm der Woche“ gezeigt. Die Premiere hatte der Film bereits am 4. Oktober 2012, als er beim Filmfest Hamburg gezeigt wurde. 2013 wurde er noch vor der offiziellen TV-Ausstrahlung beim Filmfest Biberach und beim Festival des deutschen Films in Ludwigshafen aufgeführt.

## Handlung
Lübbenau feiert gerade das Osterfest, als die Feuerwehr zu einem Einsatz gerufen wird, weil das Hotel von Karsten Hellstein in Brand geraten ist. Trotz aller Bemühungen können die Kameraden das Gebäude nicht retten und es brennt komplett nieder. Obwohl der Hotelbetreiber versichert hatte, dass das Hotel leer war, wird am nächsten Tag eine verkohlte Leiche gefunden. Anhand des Zahnprofils kann so der Immobilienspekulant Tim Engel als das Opfer identifiziert werden.
Hotelbetreiber Karsten Hellstein gerät in den Verdacht, am Tod des Mannes schuld zu sein, denn der zeigte reges Interesse an dem Hotel und wollte Hellstein dazu bringen, ihm das Objekt zu verkaufen. Dabei arbeitete er mit sehr unschönen Mitteln. So kaufte er Hellsteins Kredite bei der Bank auf und denunzierte ihn bei der Umwelt-, Bau- und auch Gesundheitsbehörde, was Hellstein diverse Unannehmlichkeiten einbrachte.
Kommissar Krüger ermittelt aber auch in andere Richtungen, denn möglicherweise hatte das Opfer selbst den Brand gelegt und war dann dabei umgekommen. Doch das scheidet schon bald aus, als nach eingehender Obduktion feststeht, dass Engel bereits tot war, als das Feuer ausbrach, und dass er Spuren von Messerstichen im Rücken trägt. Neben Hellstein hätte auch Lisa Engel ein Motiv, denn ihr Mann war sehr jähzornig und schlug seine Frau. Zudem hatte er herausgefunden, dass Hellstein ein Verhältnis mit seiner Frau hatte. Zu ihrer Verteidigung bringt Lisa Engel einen ehemaligen Geschäftspartner ihres Mannes ins Spiel: Vladislav Bratic. Er hätte sie angeblich erpresst, weil er eine kriminelle Firmenpleite Engels von vor zehn Jahren zur Anzeige bringen wollte, wenn er nicht angemessen bezahlt werden würde.
Nur mühsam kann Kommissar Krüger das Dickicht von Gier, Hochmut, Neid, Eifersucht und Betrug durchdringen und die Lösung des Falls finden. Lisa Engel hatte mitangehört, wie ihr Mann und Bratic die Brandstiftung des Hotels planten und dabei auch Hellstein mit „entsorgen“ wollten. So wollte Engel seinem Nebenbuhler die Brandstiftung in die Schuhe schieben und ihn gleichzeitig aus dem Weg räumen. In ihrer Wut darüber stach Lisa Engel mit einem Messer auf ihren Mann ein und ließ den Leichnam dann von Hellstein in das Hotel bringen, das dieser daraufhin anzündete.

## Hintergrund
Die Handlung schließt an Begebenheit aus der Folge Die Tränen der Fische an, bei der die Figur des Tim Engel von Christian Kerepeszki gespielt wurde. In Feuerengel wurde diese Rolle mit Martin Lindow besetzt.

## Rezeption

### Einschaltquote
Die Erstausstrahlung von Feuerengel am 17. November 2013 erfolgte bei ZDFneo. Am 18. November 2013 wurde die Folge im ZDF ausgestrahlt und von 5,24 Millionen Zuschauern gesehen. Sie erreichte einen Marktanteil von 15,7 Prozent für das ZDF.

### Kritik
Rainer Tittelbach von tittelbach.tv meinte: „Roland Suso Richters ‚Feuerengel‘ […] lässt mehr denn je Bilder sprechen. Die Gedankenwelt des Kommissars, in denen er mögliche Tatversionen durchspielt, wird zum Leben erweckt. Eine sinnliche Erzähltechnik, die dem Zuschauer eine ungewohnte Wahrnehmung ermöglicht: visuelles Kombinieren statt Mörderraten. Innovativ, nie kompliziert, nie Selbstzweck!“
Die harte Kritik bei Quotenmeter. de fasste Julian Miller zusammen: „Thorsten Krüger ist so gnadenlos unspannend, dass dieses völlige Nichtvorhandensein auch nur halbwegs interessanter Charaktereigenschaften fast schon wieder ein faszinierendes Untersuchungsfeld bietet. Krügers Markenzeichen ist, dass er kein Markenzeichen hat. Er spricht nicht sonderlich viel, er ist kein Teamplayer und er denkt einigermaßen logisch. […] Er ist eine Art kreative Nullmenge, ein stilles Wasser im Ozean deutscher Krimi-Ermittler.“
Bei der Frankfurter Neue Presse schrieb Ulrich Feld: „Verglichen mit der Erzählweise erscheint die dahinter stehende Geschichte fast schon konventionell: Es geht um Versicherungs- und Insolvenzbetrug, Brandstiftung, Ehebruch, häusliche Gewalt und Rache. Klassische Krimi-Themen also, aber gut kombiniert. Der Plot bleibt durch die besonders anfänglich scheinbar wahllose Erzählweise längere Zeit undurchschaubar, streut dabei jedoch geschickt genügend Hinweise auf mögliche Täter und Motive, um intensiven erzählerischen Sog zu entwickeln.“
Die Kritiker der Fernsehzeitschrift TV Spielfilm meinten zu diesem Krimi: „Statt der Täterfrage steht eher das Wie und Warum im Vordergrund, visualisiert durch Rückblenden und verschiedene mögliche Tathergänge.“ Fazit: „Krimipuzzle in märchenhafter Landschaft.“